# Hashtag
A „hashtag” a metaadat egyik formája. Egy szóból vagy kifejezésből áll, amely elé számjelet (#, hash) tesznek. A hashtageket gyakran használják a közösségi hálókon, hogy azonosítsák, kategorizálják az érdeklődési köröket, „topikokat”, illetve megkönnyítsék a kulcsszavak szerinti kutatást.
A hashtag a közösségi médiában a 2010-es évek közepén vált népszerűvé. A technológia lényege: a számjel, hashmark, diez, létra, rács vagy kevéssé egyértelműen kettőskereszt, duplakereszt (#), hozzáadásával egy adott üzenet bármely szava tárgyszóvá tehető. A tárgyszóra kattintva válogatás jelenik meg az adott tárgyszót tartalmazó üzenetekből.

## A hashtagek és a védjegyoltalom
„Bár az informatikai fejlesztéseknek nem eredendő céljuk, hogy tulajdont hozzanak létre, olyan megoldandó jogi kihívásokkal és problémákkal néznek szembe mint a doménnevek vagy a Google Adwords. Manapság a hashtag, azaz a közösségi média által világszerte széles körben használt bizonyos fajta metaadat is idetartozik. A hashtagek sikertörténete párosult olyan törekvésekkel, amelyek monopolizálni kívánják a döntést arról, hogy kik használhatnak az olimpiával kapcsolatos bizonyos közszavakat, ez megjelent a NOB és az amerikai olimpiai bizottság szabályzatában, illetve egy 2016-os magyar jogszabályban. Ezeket a fejleményeket széles körben bírálták. 2017 januárjában az USPTO kiegészítette módszertani tájékoztatóját azzal, hogyan kell elbírálni a hashtagekkel érintett kérdéseket a védjegyeljárásokban.”